# بحرية بروسية
البحرية البروسية كانت القوة البحرية لمملكة بروسيا. ولدت من رحم البحرية السابقة بحرية براندنبورغ، بعد صعدو دوق بروسيا إلى عرش بروسيا في عام 1701. في ذلك الوقت، شكلت براندنبورغ وبروسيا دولة مزدوجة يحكمها الاتحاد الشخصي من قبل مجلس آل هوهنتسولرن. بقيت البحرية البروسية موجودة دون أي انقطاع طويل الأمد حتى تأسيس الاتحاد الألماني الشمالي في عام 1867، حيث تم ضم البحرية البروسية في البحرية الاتحادية الألمانية الشمالية. على مدار القرون، ركز جيش بروسيا باستمرار على قوته البرية، ولم يسع أبدًا إلى الحصول على قوة مماثلة في البحر. ومع ذلك، كانت هناك على الدوام قوات بحرية بروسية، بدأت في الأيام التي كانت فيها «بروسيا» تعني فقط «مرغريفية براندنبورغ».